# Palo Alto (Barahona)
Palo Alto es un distrito municipal del municipio de jaquimeyes perteneciente a la provincia de Barahona, palo alto como es conocido, Limita al sur con el río Yaque del Sur, al norte con la Sierra Martín Garcia al oeste con el municipio de Jaquimeyes y al este con el Distrito de Villa Algodón. 

## Historia
Palo Alto fue fundado en 1874 por el General  Dolorito Palo Alto, existían varias versiones con relación al nombre de Palo alto. Dentro de ellas se citan las siguientes:
Era que la población tenía dos divisiones una parte alta y una parte baja y cuando venían las avenidas del Río Yaque del Sur las personas de la parte baja decían vámonos para lo Alto. 
Es descubierta con la llegada del general Dolorito Palo Alto quien vivía en el municipio de Fundación de algunos inconvenientes se traslada a la parte norte, se instala en las laderas del Río Yaque de Sur. 
La razón fundamental del General Dolorito Palo Alto trasladarse a esta parte suroeste del país fue por haber tenido problemas con el General Azua de Compostela comandante general Armando  e inconforme co sus amonestaciones abandonas las filas del Ejército Nacional y llega hasta la comunidad de Fundación instalada en la comunidad de Palo Alto. 
Los primeros habitantes del pueblo fueron la Familia Batista, encabezada por el Militar puertorriqueño Calazan Batista.
El general Dolorito Palo Alto se dedicaba a la producción agrícola y ganadera y posteriormente con los movimiento de guerra y resistencia en contra del país por el gobierno haitiano, este se incorpora nuevamente en el Ejército Nacional y asumió la responsabilidad de combatir a estos enemigos al frente de la comandancia Cabronal de Neyba. 
Palo Alto es un pueblo que hay que inscribirlo en los análisis de la historia porque moradores de la talla: Manolo Texano, Noris Rubio, Sergio Figuereo y otros lucharon en el año 1965 en contra de la invasión Norteamericana frente al país y a favor devolviéndole la  constitucionalidad del estado o poder al Presidente Juan Bosch.

### Fiestas patronales
Se celebran el 21 de enero. 
Como se celebra a nivel cristiano se hacen novenas en honor a la Virgen y el último día, 21 de enero se hace celebración de eucaristía.
Al nivel popular: se celebra de otra manera. 
- Se colocan carpas con bebidas.
- Disco lay.
- Discurso y juegos como el palo ensebado.
- Roba la gallina.
- La cucharita y el huevo etc. (juegos culturales)

En honor a la virgen de la Altagracia.
El comité pro-fiestas y el ayuntamiento que dirige el alcalde municipal, señor Juan José Gerardo García, se comprometieron a realizar diferentes actividades culturales, deportivas y religiosas, para darles un colorido diferente a otros festejos.
De acuerdo al comité de las patronales de este distrito municipal, las mismas se estarán realizando por tradición en el Parque Municipal de aquí.
Indicaron que estas fiestas se organizan desde este 13 al 21 del mes de enero terminado el día 21 de enero en honor a la virgen de la Altagracia.

### Religión
La religión predominante es el Cristianismo Evangélico.

## Educación
Actualmente existen dos centros educativos, uno de nivel primario y otro de nivel secundario: 
- Escuela Básica Fiameta Garcia Franco

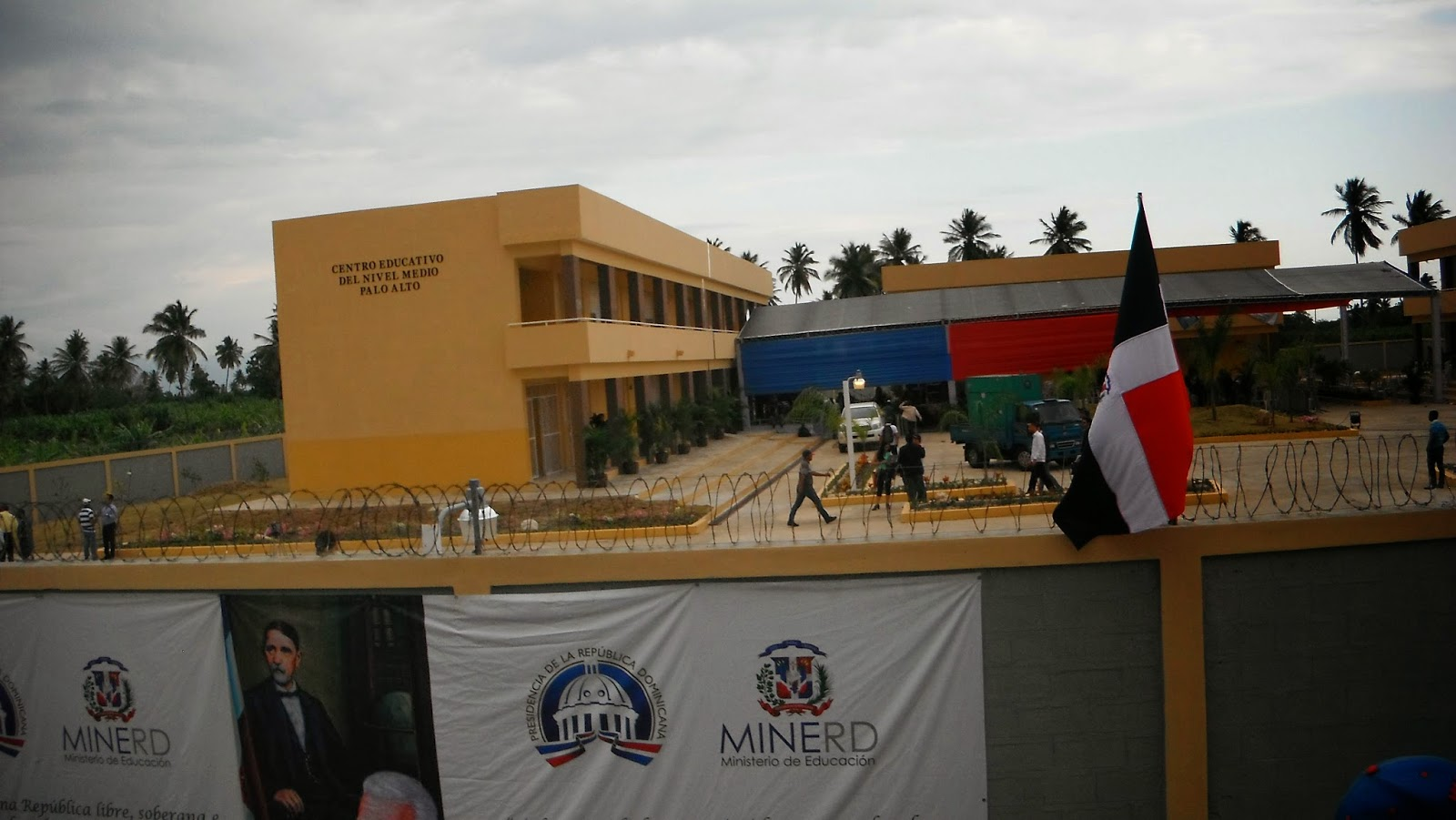

- Politécnico Cruce de Palo Alto.

## Salud
Palo Alto Cuenta con una Unidad de Atención Primaria (UNAP)
- Datos: Q91822143